# Phodilus assimilis
Phodilus assimilis là một loài chim trong họ Tytonidae.